# Ovča kupel (metropolitana di Sofia)
Ovča kupel è una stazione della linea M3 della metropolitana di Sofia.

## Storia
La stazione è stata attivata il 24 aprile 2021, insieme alla tratta che va da questa stazione a Gorna banja.

## Strutture e impianti
La stazione è sotterranea ed è dotata di 2 binari, serviti da altrettante banchine.

## Servizi
La stazione ha 5 uscite ed è dotata di ascensori per le persone a mobilità ridotta.
- Biglietteria

## Interscambi
Nelle vicinanze della stazione effettuano fermata alcune linee urbane di superficie automobilistiche.
- Fermata autobus (linee 1 e 60)[3]
- Fermata tram (linea 11)[3]